# Caulibugula tuberosa
Caulibugula tuberosa är en mossdjursart som beskrevs av Roxanne Irene Hastings 1939. Caulibugula tuberosa ingår i släktet Caulibugula och familjen Bugulidae.
Artens utbredningsområde är havet kring Nya Zeeland. Inga underarter finns listade i Catalogue of Life.